# Franziska Heinz
Franziska Heinz född 21 november 1972 i Magdeburg i dåvarande Östtyskland, är en före detta tysk handbollsspelare som är handbollstränare. Hon blev världsmästare med det tyska landslaget 1993.

## Karriär
Franziska Heinz började spelade i Motor Mitte Magdeburg. Hon var högerhänt och spelade som vänsternia. Hon utbildades i  SC Magdeburg på den östtyska skolan för handboll och spelade kvar i klubben till 1994. Hon spelade efter tyska återföreningen sedan för Borussia Dortmund till slutet av sin karriär. Med Borussia vann hon DHB-cupen 1997 och blev tvåa i mästerskapet 1998. Två rupturer av akillessenor tvingade henne att avsluta sin karriär som handbollsspelare 2005. Hon blev senare aktiv inom beachhandbollen. Hon vann tyska mästerskapet i beachhandboll 2010.

### Landslag
Heinz spelade 187 landskamper för det tyska landslaget och hon stod för 374 mål. Med Tyskland vann hon VM 1993 i Norge. Ett år senare blev Heinz silvermedaljör vid EM 1994 i Tyskland. Hon spelade för Tyskland också i VM 1997, där det tyska laget tog en bronsmedalj. Franziska Heinz utsågs till turneringens bästa spelare. Heinz deltog också i de olympiska spelen 1996 där Tyskland placerades på sjätte plats. 2006 vann Heinz först EM och sedan samma år det andra världsmästerskapet med det tyska beachhandbollslaget.

### Tränare
Franziska Heinz började sin tränarkarriär för Dortmunds B-ungdomslag. Sedan blev Heinz assisterande tränare i Bayer Leverkusen 2006.  Sommaren 2009 tog hon över som tränare för klubben SC Greven 09 i andra bundesliga. Strax före säsongen 2012/2013 avslutade hon sitt arbete i Greven. Från och med säsongen 2014/2015 tränade hon ligalaget SC Westfalia Kinderhaus. Från 2016 till 2022 tränade hon klubben SC DJK Everswinkel.

## Individuella utmärkelser
- 1997 utsågs Heinz till årets handbollsspelare i Tyskland.
- Mest värdefulla spelare (MVP) vid VM 1997.